# Mogilany

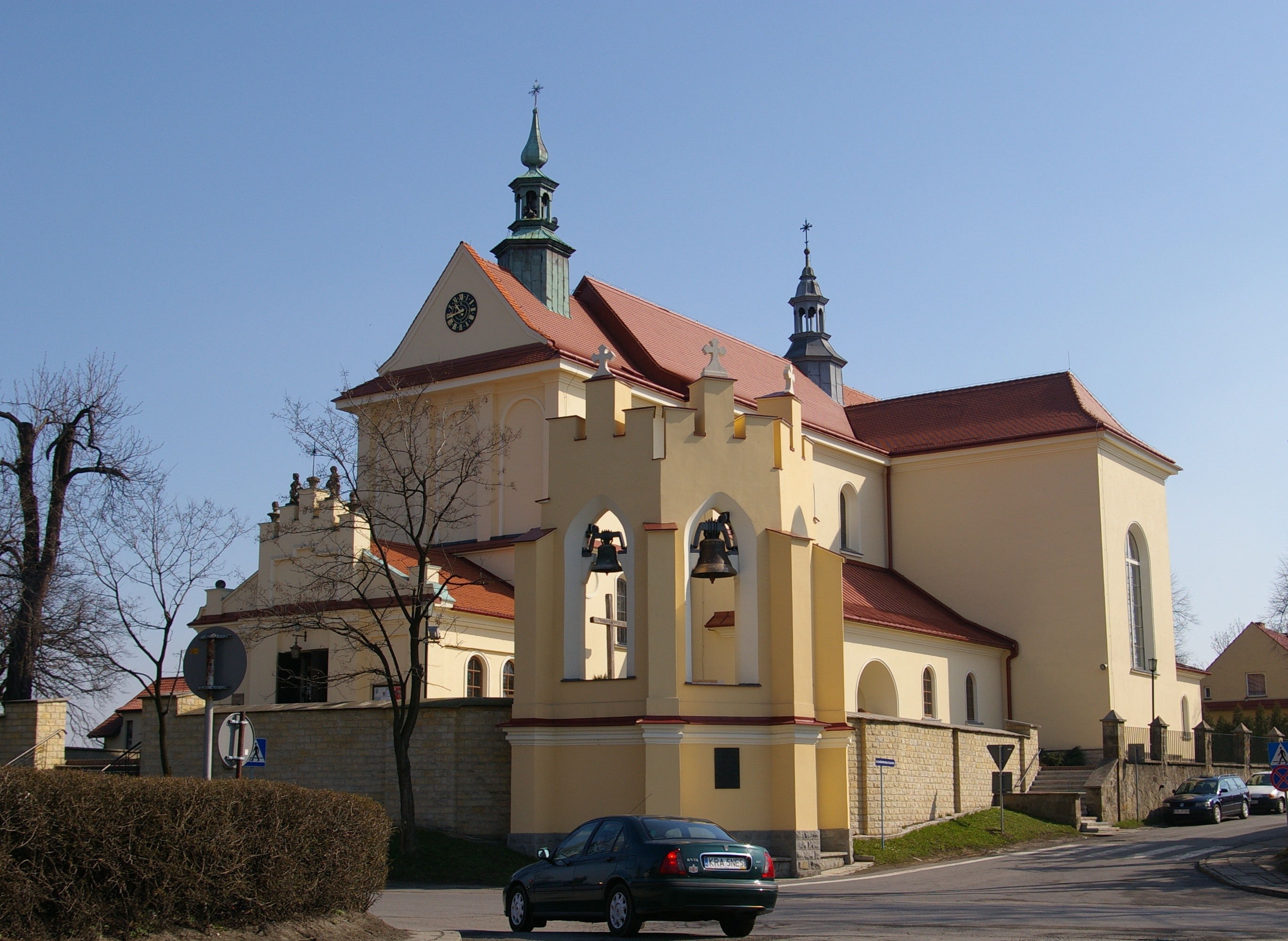
St.-Bartholomäus-Kirche

Mogilany ist ein Dorf im Powiat Krakowski der Woiwodschaft Kleinpolen in Polen. Es ist Sitz der gleichnamigen Landgemeinde mit etwa 13.650 Einwohnern.

## Geschichte
Zunächst gehörte das Dorf den polnischen Königen, seit 1199 zum Goworek der Familie Rawicz, seit 1231 zum Teodor Gryfita (alias Czader) und zwischen den Jahren 1243 und 1560 gehörte es den Zisterziensern in Szczyrzyc. Es wurde im Jahre 1232 als villa nomine Mogilani erstmals urkundlich erwähnt. Vor dem Jahre 1325 wurde die Pfarrei errichtet.
Bei der Ersten Teilung Polens kam Mogilany 1772 zum neuen Königreich Galizien und Lodomerien des habsburgischen Kaiserreichs (ab 1804).
1918, nach dem Ende des Ersten Weltkriegs und dem Zusammenbruch der k.u.k. Monarchie, kam Mogilany zu Polen. Unterbrochen wurde dies nur durch die Besetzung Polens durch die Wehrmacht im Zweiten Weltkrieg. Es gehörte dann zum Generalgouvernement.
Von 1975 bis 1998 gehörte Mogilany zur Woiwodschaft Krakau.

## Verkehr
Durch Mogilany verläuft die Staatsstraße DK 7, ein Teil der sehr belebten sogenannten Zakopianka, die Krakau mit Zakopane verbindet.

## Gemeinde
Zur Landgemeinde (gmina wiejska) Mogilany gehören zehn Dörfer mit einem Schulzenamt.

## Bauwerke und Natur
Das auffallendste Gebäude ist die Kirche am Marktplatz, die im 17. Jahrhundert errichtet wurde. Darüber hinaus gibt es das Gebäude des Gemeindeamts, das Kongresszentrum PAN im Mogilno-Palast, ein kommunales Sozial- und Kulturzentrum, die Grundschule Józef Nowina Konopka und ein Gymnasium, ein Gesundheitszentrum sowie Polizei und Feuerwehr.
Dem Ortskern schließt sich das 1969 ausgewiesene Naturschutzgebiet Cieszynianka an.